# Wilfried Sanou
Wilfried Sanou (sinh ngày 16 tháng 3 năm 1984) là một cầu thủ bóng đá người Burkina Faso.

## Đội tuyển bóng đá quốc gia
Wilfried Sanou thi đấu cho đội tuyển bóng đá quốc gia Burkina Faso từ năm 2001 đến năm 2013.

## Thống kê sự nghiệp
| Đội tuyển bóng đá Burkina Faso | Đội tuyển bóng đá Burkina Faso | Đội tuyển bóng đá Burkina Faso |
| Năm                            | Trận                           | Bàn                            |
| ------------------------------ | ------------------------------ | ------------------------------ |
| 2001                           | 2                              | 2                              |
| 2002                           | 3                              | 0                              |
| 2003                           | 0                              | 0                              |
| 2004                           | 3                              | 0                              |
| 2005                           | 0                              | 0                              |
| 2006                           | 0                              | 0                              |
| 2007                           | 4                              | 1                              |
| 2008                           | 0                              | 0                              |
| 2009                           | 2                              | 0                              |
| 2010                           | 2                              | 0                              |
| 2011                           | 2                              | 0                              |
| 2012                           | 1                              | 0                              |
| 2013                           | 7                              | 1                              |
| Tổng cộng                      | 26                             | 4                              |